# Греко-римская борьба на летних Олимпийских играх 1980 — свыше 100 кг
Соревнования по классической борьбе в категории до 100 кг были частью программы летних Олимпийских игр 1980 года в Москве.

## Медалисты
- Александр Колчинский (URS)
- Александр Томов (BUL)
- Хасан Бишара (LIB)

## Определение победителей
Определение победителей происходило по системе штрафных очков. Борец, набравший 6 и более штрафных очков, выбывал из соревнований. Когда оставалось два или три участника для определения распределения медалей между ними проводился специальный финальный тур.

### Штрафные очки
- 0 — чистая победа, снятие соперника за пассивность или из-за травмы;
- 0,5 — победа за явным преимуществом;
- 1 — победа по очкам;
- 2 — ничья;
- 2,5 — ничья, пассивность;
- 3 — поражение по очкам;
- 3,5 — поражение за явным преимуществом соперника;
- 4 — чистое поражение, снятие за пассивность или из-за травмы.

## Легенда
- DNA — участник не явился;
- TPP — общее количество штрафных очков;
- MPP — количество штрафных очков за схватку;
- TF — чистая победа;
- IN — соперник снят из-за травмы;
- DQ — дисквалификация за пассивность;
- D1 — дисквалификация за пассивность, победитель также был пассивен;
- D2 — дисквалификация за пассивность обоих соперников.

## Ход соревнований

### Круг 1
| TPP | MPP |                        | Результат |                            | MPP | TPP |
| --- | --- | ---------------------- | --------- | -------------------------- | --- | --- |
| 4   | 4   | Првослав Илич (YUG)    | DQ / 3:57 | Александр Томов (BUL)      | 0   | 0   |
| 4   | 4   | Джавдат Джабрах (SYR)  | TF / 2:44 | Йожеф Фаркаш (HUN)         | 0   | 0   |
| 4   | 4   | Роман Кодряну (ROU)    | DQ / 7:50 | Александр Колчинский (URS) | 0   | 0   |
| 4   | 4   | Марек Галинский (POL)  | D2 / 7:02 | Артуро Диас (CUB)          | 4   | 4   |
| 4   | 4   | Антонио Ла Пенна (ITA) | TF / 6:57 | Хасан Бишара (LIB)         | 0   | 0   |

### Круг 2
| TPP | MPP |                            | Результат |                        | MPP | TPP |
| --- | --- | -------------------------- | --------- | ---------------------- | --- | --- |
| 4   | 0   | Првослав Илич (YUG)        | DQ / 0:26 | Джавдат Джабрах (SYR)  | 4   | 8   |
| 0   | 0   | Александр Томов (BUL)      | DQ / 5:16 | Йожеф Фаркаш (HUN)     | 4   | 4   |
| 4   | 0   | Роман Кодряну (ROU)        | DQ / 4:46 | Марек Галинский (POL)  | 4   | 8   |
| 0   | 0   | Александр Колчинский (URS) | TF / 0:55 | Антонио Ла Пенна (ITA) | 4   | 8   |
| 4   | 0   | Артуро Диас (CUB)          | DQ / 4:31 | Хасан Бишара (LIB)     | 4   | 4   |

### Круг 3
| TPP | MPP |                            | Результат |                     | MPP | TPP |
| --- | --- | -------------------------- | --------- | ------------------- | --- | --- |
| 8   | 4   | Првослав Илич (YUG)        | D1 / 7:11 | Йожеф Фаркаш (HUN)  | 2   | 6   |
| 0   | 0   | Александр Томов (BUL)      | DQ / 7:25 | Роман Кодряну (ROU) | 4   | 8   |
| 0   | 0   | Александр Колчинский (URS) | TF / 2:09 | Артуро Диас (CUB)   | 4   | 8   |
| 4   |     | Хасан Бишара (LIB)         |           | Bye                 |     |     |

### Круг 4
| TPP | MPP |                    | Результат |                            | MPP | TPP |
| --- | --- | ------------------ | --------- | -------------------------- | --- | --- |
| 8   | 4   | Хасан Бишара (LIB) | TF / 0:55 | Александр Томов (BUL)      | 0   | 0   |
| 10  | 4   | Йожеф Фаркаш (HUN) | DQ / 6:43 | Александр Колчинский (URS) | 0   | 0   |

### Финал
Результаты предварительных схваток учитывались в финале.
| TPP | MPP |                       | Результат |                            | MPP | TPP |
| --- | --- | --------------------- | --------- | -------------------------- | --- | --- |
|     | 4   | Хасан Бишара (LIB)    | TF / 0:55 | Александр Томов (BUL)      | 0   |     |
| 8   | 4   | Хасан Бишара (LIB)    | TF / 1:40 | Александр Колчинский (URS) | 0   |     |
| 3   | 3   | Александр Томов (BUL) | 2 — 4     | Александр Колчинский (URS) | 1   | 1   |

## Распределение мест
1. Александр Колчинский (URS)
2. Александр Томов (BUL)
3. Хасан Бишара (LIB)
4. Йожеф Фаркаш (HUN)
5. Првослав Илич[англ.] (YUG)
6. Артуро Диас (CUB)
7. Роман Кодряну (ROU)
8. Марек Галинский[англ.] (POL)